# Српска војска у Бизерти
Српска војска у Бизерти је био део српске војске који је током Првог светског рата био смештен у француску базу у Бизерти у Тунису. Бизерта је најсевернији град у Тунису и због свог стратешког положаја Француска је 1880. године ту саградила поморску базу.
После повлачења српске војске преко Албаније 1915. највећи део војске је упућен на острво Крф. Један део војника евакуисан је у француске војне базе и болнице у Северној Африци. Поред војника, ту су боравили и малобројни цивили. 
Срби су у Бизерту долазили у три наврата: децембра 1915. и почетком 1916. након повлачења кроз Албанију, затим после првих великих сукоба на Солунском фронту исте године и на крају од почетка 1917. године када су почели да пристижу контингенти добровољаца. Током целог рата транспорти су превозили војнике из Бизерте на Солунски фронт, док су рањени и болесни слати у Бизерту. Кроз логор Лазуаз прошло је преко 60.000 војника. 
У Бизерти је организована је обука добровољаца, реедукација инвалида и културни садржаји. Француски војници, грађани и администрација били су веома предусретљиви према српским војницима. У томе се нарочито истакао вицеадмирал и гувернер Бизерте Емил Гепрат. Његова брига за Србе била је свакодневна, почев од свечаног дочека бродова са војницима. Приликом првог доласка адмирала Гепрата у Београд 1930. године Срби су га на рукама носили од железничке станице до Славије, а улица којом су га носили носи његово име. 
У Бизерти је 1917. штампан француско-српски речник чији су аутори Веселин Чајкановић и Албер Офор.
Последњи контингент Срба напустио је Бизерту 18. августа 1919. године бродом Црвеног крста Digetrouen.

## Војне болнице и гробља
У болницама у местима: Бизерта, град Тунис, Сус, Сиди Абдала, Алжиир, Оран, Бон, лечено је у периоду децембар 1915—август 1919. укупно 41.153 српска војника. У Бизерти, Сусу и граду Тунису умрла су у болницама од тифуса, маларије, промрзлина, рањавања и глади 833 српска војника. Земни остаци умрлих ратника пренети су у спомен-костурницу на хришћанском гробљу у Бизерти. У болници у месту Сиди Абдала малобројно локално становништво помагало је рањеним и болесним Србима лековима, храном и негом. Ту је умрло 1722 српска војника који су сахрањени на заједничко француско-српско војничко гробље. Гробља у Сиди Абдали и Бизерти су само два најзначајнија од укупно 24 српских војничких гробља у Тунису, Алжиру и Мароку, где је сахрањено укупно 3.005 војника. 

## Културни живот у Бизерти
Команда српских резервних трупа и подофицирских школа у Бизерти су организовали различита културна дешавања ради дизања морала српским рањеницима. Организоване су позоришне представе Српског војничког логорског позоришта које је примало и више од 1200 људи, музички концерти Коњаничке дивизије, уметничке изложбе, спортски догађаји и прославе верских празника. Поред тога су објављивали лист Напред са специјалним прилозима. У логору је подигнута и православна црква у којој су се одвијали верски обреди попут слава, Божића, Ускрса и других. У Бизерти је било и академских сликара, који су стварали и имали могућност да излажу своје радове.